# Salix aegyptiaca
Salix aegyptiaca — вид квіткових рослин із родини вербових (Salicaceae).

## Морфологічна характеристика

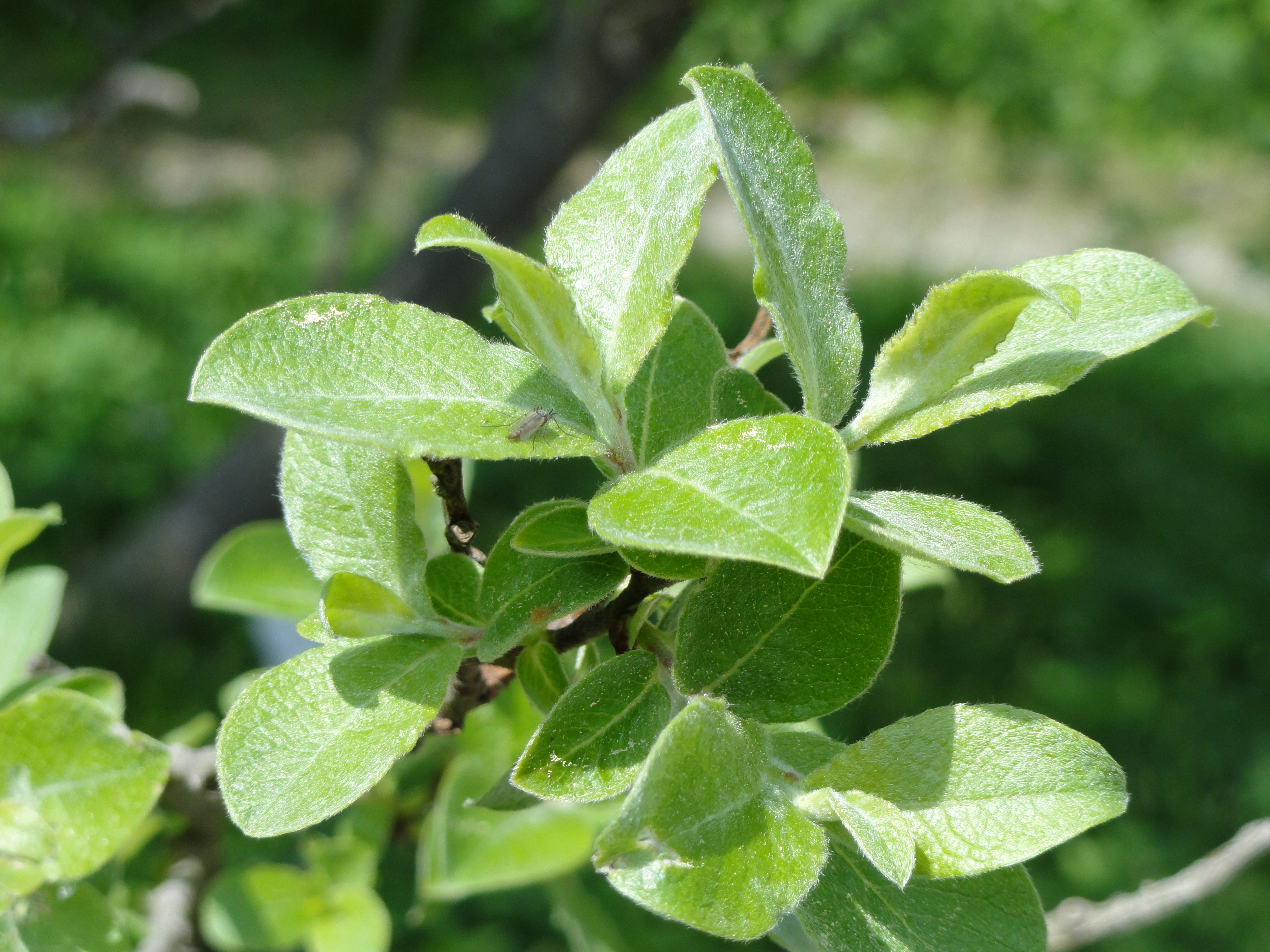
листя

Це високий кущ чи дерево 25–100 дм заввишки, стійко сіро-запушене. Листкові ніжки 4–12 мм; листкові пластини від обернено-яйцюватої до еліптично-ланцетної, 5–15 × 3–6 см, приблизно вдвічі менша за довжину, від гострої до тупої, край вигнуто-вирізний і залозисто-зубчастий, сіро-притиснуто-волосисті знизу, від майже голих до трохи запушених зверху. Сережки численні, щільно розташовані, густо війчасті. Жіноча сережка 4–6 × 1–1.5 см, розташована на довгій листяно-приквітковій ніжці. Коробочка 7–9 мм.

## Середовище проживання
Ростуть у Західній Азії: Іран, Ірак, Південний Кавказ, Туреччина; культивується в Греції, Єгипті, Афганістані, Пакистані та інших країнах. Росте в заплавних і берегових деревах на свіжих або вологих, кислих або нейтральних, піщано-гравійних ґрунтах у сонячних місцях.

## Використання
Екстракти та ефірні олії S. aegyptiaca є важливими напрямками в розробці ліків з певною фармакологічною активністю на Близькому Сході, особливо в Ірані. Довгий час S. aegyptiaca використовується в традиційній медицині для полегшення анемії та запаморочення, як кардіотонічний засіб, а також як ароматична добавка при приготуванні місцевих цукерок. Нещодавно було показано, що S. aegyptiaca має антиоксидантну, анксіолітичну дію та гіпохолестрофічний ефект. У листі цієї рослини міститься велика кількість фенолів і флавоноїдів, таких як галова кислота, кавова кислота, мірицетин, катехін, кверцетин, а також саліцин. 1,4-диметоксибензол, фенілетиловий спирт, карвон, цитронелол, метилевгенол, евгенол, n-тетрадекан і 4-метоксиацетофенон були ідентифіковані як основні компоненти ефірної олії в листі S. aegyptiaca.